# 能幹貓今天也憂鬱
《能幹貓今天也憂鬱》是山田羊（山田ヒツジ）所創作的日本漫畫，由2018年8月22日起於Niconico靜畫「星期三的天狼星」（水曜日のシリウス）連載，由2021年10月26日發售的月刊少年天狼星12月號起改為雜誌連載。故事講述办公室女职员福泽幸来與家務萬能的愛貓谕吉的日常生活。
本作獲得全國書店店員推薦漫畫2020第11位、下一部漫畫大獎2020網絡漫畫類別第18位。
2022年5月26日宣布改編電視動畫，於2023年7月至9月播出。

## 故事概要
本系列作故事背景設定於智慧型手機普及的近現代的日本，講述办公室女职员福澤幸来和飼養的黑貓諭吉的日常生活與經歷。幸来在職場看似光鮮亮麗和工作能力優越，但是私人日常生活能力堪憂。她在某個冬季下雪天發現躲在公園長椅的流浪小黑貓，收養後者並命名為「諭吉」。然而事態發展出乎幸來的預料：諭吉成長為體型龐大且通曉人類語言、甚至精通包含家務在內許多技能的貓，得益於諭吉協助料理生活的影響，幸来在生活獲得治癒的同時陸續接觸各界人士，但也為了掩飾諭吉的超常存在，延伸出一連串的誤會與突發事件，故事便描繪著環繞在幸來與諭吉週遭的人事物和生活。

## 登场角色

### 主角
福泽幸来（配音：石川由依）
一般上班族，谕吉的主人，在公司的營業部任職。工作全能，精明幹練的女人，但生活废柴，从家务做饭到美容保养这些繁琐日常全靠谕吉一手包办，有時候則會出現向谕吉請教學習自理生活雜務、結果狀況不斷讓谕吉傷透腦筋甚至陷入恐慌的狀況。意外地武力出众。喜歡諭吉製作的料理與羊羹。害怕蟑螂和幽靈鬼怪的相關事物，與諭吉同樣怕打雷。
父母分別是職業棋手與小提琴演奏家，受父母的名氣、父母忙於工作疏於親子交流的影響，遭受嫉妒者欺凌。自幼因為父母的栽培在多方領域有所涉獵（已知有小提琴、鋼琴、游泳、將棋、空手道、繪畫、網球、合氣道等），但在參加比賽時往往僅能獲得第四名與鼓勵獎，儘管父母仍為其表現高興，仍因為過份在乎週圍眼光與擔憂自己沒有才能而無法繼續學習才藝，立志憑藉自身才能工作，但在離開老家出社會後愈漸感到力不從心。故事開始的三年前，在下雪天發現躲在公園長椅下避寒的谕吉，將牠撿回居住的公寓套房照顧。隨著劇情進展，因為谕吉優秀的家務能力，時常被週遭人士誤會而極力掩飾有關谕吉的真相，同時拜谕吉所賜認識許多人士。雖然在職場深受歡迎，但由於對戀愛情感過於遲鈍回絕不少對象，反而意外讓其餘被拒絕的人員組成小團體結識情感對象。時而開始思考自己是否過度仰賴谕吉的問題。
谕吉（配音：安元洋貴）
福泽幸来从小养大的黑猫，和普通的猫不同，现在已经长成能两足行走，拥有庞大身躯，通晓人话的特殊存在，家务万能，能在幸来上班时在家幫忙打理家务。故事開始的三年前原本是隻流浪幼貓，在冬季下雪的日子與幸來相遇，被幸來撿回住處飼養，由於察覺幸來自理生活的能力極差，一度嘗試離家出走，但由於看見鄰居梅太太準備關門的瞬間而立刻決定返家，加上感念幸來盡力照顧牠，為了照顧幸來的生活而進化成現在的模樣。抱持「要是比幸来更富有的人士成為新主人，會投靠新主人」的想法，平時經常在內心獨白吐槽幸来是「廢柴人類」，同時對於幸来極差的生活打理能力感到堪憂。必要时会在背后贴一条拉链偽裝為穿着布偶装，也會留意不讓自己的貓毛掉落在商家，若是需要接觸大量水份的家務場合則會穿防水裝。喜歡的食物是海苔。海蛞蝓系偶像UMYU-Sea的粉絲。

### 公司相關
柴咲由里（配音：加隈亞衣）
幸来的下属，留著紫色波浪中長髮的年輕女性公司職員。仁科理央的表姊。過去在求職期間在電車上多度見過幸來，遭遇癡漢性騷擾時獲得幸來解危而認識對方。相當關注戀愛與結婚話題，喜歡較自己年長和俱備包容力懂得寵人、擅長家務的男性。對幸来頗有好感，但同時認為幸來在戀愛方面的知覺過份遲鈍，曾表示幸來倘若不注意便會錯失良緣。因為家裡有養貓，所以略能理解幸來養貓遭遇的狀況，經常為愛貓喜歡舔化妝水的舉動而煩惱。喜歡玉子燒。
織塚馨（配音：小西克幸）
幸来的上司，部门的负责人。故事初登場時32歲，在部屬之間被流傳著「具有嚴重潔癖」的傳聞，擅長家務。因為外型英俊和工作能力極為優秀，還會主動關照部屬，深受職場人員歡迎。過去曾經協助將剛入職參與聚會醉酒的幸来接回後者的住處，見識諭吉向他鞠躬致謝的場面（但當時誤認自己酒醉看走眼而匆忙離去），認為幸來的轉變是源自她飼養的貓，是公司裡少數知道幸來過往不擅打理生活秘密的人員。已知家人有母親、姊姊與姊夫，還有侄女優芽。雖然有時候會協助照顧優芽，實際上不擅應對小孩。因為幸來與優芽的緣故，認為諭吉是幸來的朋友，多度為了優芽的事情向幸來求助。
尾代（配音：稻瀨葵）
幸来的下属，年輕女性公司職員。與由里同樣容易忘記過往的事情和關注婚戀話題。積極參加婚活聯誼。公司裡少數知道幸來不擅長工作以外事物的人員。為了討教親近貓的方式，邀請幸來和她光顧貓咖啡店，和店貓米開朗基羅合拍。
成田（配音：下山吉光）
幸来的公司常務，嗜酒的中年男性。經常要求眾人和他一醉方休，性別觀念保守。有一名女兒。曾經因為醉酒滑倒，造成幸來為攙扶他扭傷腳部，翌日要求幸來幫他縫補衣袖的鈕扣，被馨居中斡旋而收斂行為，事後經由馨指導學會縫鈕扣和從女兒手中獲贈針線盒。
花野
幸来所屬公司的情報系統部門員工，和馨是同期，對幸來有好感。曾經在聖誕節前向幸來提出邀約，結果被幸來以想要陪伴自家的貓為由拒絕。事後對尾代前來搭訕的舉動感到錯愕。

### 親友相關
优芽（配音：竹达彩奈）
馨的侄女，3岁。個性天真，在一次水族馆活动中與幸来和谕吉成为朋友。海蛞蝓系偶像UMYU-Sea的粉絲。
优芽的母亲（配音：日笠陽子）
馨的姐姐，平常擔任非常聘講師。外型與优芽相像，個性隨和，在优芽的生日派對感謝幸來與谕吉在水族館活動時陪伴女兒。
优芽的父亲
馨的姐夫，同時是馨從高中時期認識迄今的前輩，被馨視為掌握許多黑歷史的存在。因為工作的緣故經常被派往海外出差，有時候會不請自來造訪馨的住處，加上對女兒極其溺愛以至於會頻繁向馨提出請求，導致馨對其感到頭痛。曾經為了博取女兒的歡心致電給馨造成困擾，以至於馨為了取得和幸來贈與優芽作為生日禮物同款的谕吉玩偶（實為谕吉親手製作），向幸來求助。事後將UMYU-Sea相關週邊商品贈與谕吉作為謝禮，往後也不時登門請求馨的協助。
优芽的祖母（配音：久保田民繪）
馨的母親，過去曾經養過貓，因為視力衰退與腿脚不便，平时需要轮椅行动，仰賴聽覺與觸覺和他人互動。在优芽的生日派對透過聆聽與觸摸認識谕吉，對谕吉感到親切之餘，認為牠是帶來幸福的福貓（餡子貓），請求幸來好好對待谕吉。
仁科理央（配音：M·A·O）
谕吉经常去的超市的店员。是柴咲的表妹，但不知道幸来是柴咲的前輩。生活自理能力不佳。自幼對音樂抱持熱情，學生時期被俱備創作天賦的女同學綾邀請加入樂隊擔任電貝斯手，但在親耳聽見綾的曲目後深感自己遠不如後者而放棄創作。過去曾和幼貓時期的谕吉有過一面之緣，以谕吉尋找事物的神態為靈感寫出『黑貓之歌』，但由於歌曲偏向稚嫩而被旁人嘲諷（當時僅有同團的亞矢喜歡這首歌）留下陰影。
起先對於谕吉經常光顧超市的舉動淡然視之，在某次和男朋友昂流為了吃醋分手一事發生肢體拉扯期間，獲得幸来與谕吉解危，開始喜歡上幸來。工作之餘擔任樂團的主唱，私底下仍需要兼顧學校的課業，體力不支倒地時獲得幸來與谕吉看護和清理居住套房，經由谕吉指導逐漸學會家務技巧，退出樂團後指導谕吉學會電吉他，為了回報谕吉和幸來詢問兩者想要的事物，被幸來指名當面偕同谕吉演奏吉他作為回禮。
在接受亞矢請求再度唱起『黑貓之歌』時想起當年黑貓（谕吉）尋找事物的情境，歌曲更獲得旁觀家長和孩童的讚揚從當年創作被否定的陰影釋懷。之後借用亞矢親戚的住處倉庫和谕吉舉辦私人演唱會，兌現當初答應幸來演出的約定。
店長（配音：入野自由）
谕吉经常去的超市的店长，愛貓人士，喜歡接觸貓掌的肉球，但不擅使用現代社群網站。因為谕吉經常光顧超市讓店裡生意興隆，對谕吉充滿感謝之情，有意讓谕吉在店裡工作，甚至還委託牠協助測試店裡販售的貓罐頭。是理央所屬樂團的歌迷，後來經由神崎與太朗的指導學習使用社群網站。
太朗、神崎
谕吉经常去的超市的店员。神崎是右眼旁有淚痣的黑髮青年，太朗則是配戴耳飾的金髮青年。
幸来的母亲（配音：佐藤聰美）
在漫畫版的名字是「福泽幸惠」。已退休的小提琴演奏家，在退休後開創興趣班指導兒童，偶爾會出席音樂會。寫信給幸來時經常用相當毒舌的語氣，其實相當關切幸来與谕吉，有時候會從老家寄送東西給兩者，對於幸來大喇喇的性格作風與能否順利結婚傷透腦筋。
過去因為夫妻倆忙於工作及自身的高人氣使得幸來在同齡人中格格不入甚至是遭受霸凌，也因為從未能好好的談談導致親子關係疏離，自責之餘決定讓幸來盡嘗試學習和接觸想做的事。在過年假期期間與丈夫初見谕吉的真面目而驚訝不已，但在適應後對谕吉喜愛有加。後續對諭吉坦承自己與丈夫造成了幸來的苦惱，也徹底地對幸來敞開的心房好好的談一談，從而消除與幸來之間的隔閡。
幸来的父亲（配音：福山潤）
已退休的職業棋手，在退休後開創興趣班指導兒童。個性溫和，相當關切幸来與谕吉，經常負責阻止妻子做出衝動的行為，曾表示幸來如同其名般有著過人的好運。過去與妻子在得知幸來遭受欺負後，決定讓幸來盡嘗試學習和接觸想做的事。在過年假期期間與妻子見及谕吉的真面目而驚訝不已，但在適應後對谕吉喜愛有加，從而拉近與幸來之間的距離。
隔壁的梅太太（配音：太地琴惠）
居住在幸來同棟公寓的隔壁套房的老太太，個性和藹可親，知曉谕吉的存在，對幸來與谕吉關照有加。曾經因為腰痛不適，委託谕吉協助承辦萬聖節活動。因料理節目的影響成為UMYU-Sea的粉絲（總推）。
「小鑽石」（配音：雨宮夕夏）
優芽與谕吉偶然發現的小貓，透過梅太太轉介紹給田中家收養，由田中家成員命名「小公主·之·田中·閃耀·鑽石」，相當親近優芽與谕吉。因為飼主拍攝其雙腳站立的照片上傳社群網站而成為網紅貓，實則討厭飼主夫妻（田中成吉、田中實）喜歡在社群網站炫耀的舉動。

### 其他角色
UMYU-Sea（聲演：雨宮夕夏(ゴマフ)、陶山惠實里(イチゴミルク)、結名美月(アカネ)、久住琳(クロ)、愛原亞里沙(アオ)）
教育節目延伸的海蛞蝓系偶像團體，谕吉和優芽的偶像。本篇中曾經受邀到水族館舉辦活動。
大矢
幸來居住公寓的房東，是個脾氣急躁的中高齡男子，經常喝斥谕吉但也贈送給牠一條圍裙。與「豆屋」的店主是熟交。
昂流
理央的時任男友，容易執著事物。和理央發生爭執並被提出分手，因情緒暴走拉扯理央甚至要動用暴力時被目擊此事的幸來出手制服。對理央念念不忘之餘仍因為此事殘留陰影。
春人
谕吉經常光顧的咖啡廳「豆屋」店主的兒子，從大阪回老家繼承父業，對谕吉的存在感到驚訝。
熊江田
貓咖啡廳「KEDAMARU」的店員，在幸來與尾代光顧店裡期間負責接待客人，對於鮮少出來見客人的店貓米開朗基羅親近尾代感到驚訝，幫忙尾代排定與米開朗基羅會面。
亞矢
理央的時任樂團團員（吉他手），夢想以主流出道為目標，理央形容亞矢是樂團的核心人物，樂團的存在也是為了她。由於擅自將理央寫的歌曲『黑貓之歌』納入樂團專輯，反讓理央遭受眾人嘲笑殘陰影，但亞矢認為這是她最喜歡的理央的創作。對理央離團後的狀況非常關切，聽聞理央為報答恩人（谕吉）教導對方吉他同時物色場所的狀況，誤認理央遇到不良男性，同時警告理央慎防昂流的糾纏。對於樂團雖找到新貝斯手，但自己寫不出新歌的處境煩惱而萌生退團念頭，請求理央唱起『黑貓之歌』的同時擔任伴奏，結果意外獲得旁觀家長和孩童的認可欣賞，提出讓理央持續寫歌作為不退團的交換條件。

## 出版書籍
| 卷数 | 講談社        | 講談社                 | 尖端出版社    | 尖端出版社             | 文化发展出版社 | 文化发展出版社         |
| 卷数 | 發售日期      | ISBN                   | 發售日期      | ISBN                   | 發售日期       | ISBN                   |
| ---- | ------------- | ---------------------- | ------------- | ---------------------- | -------------- | ---------------------- |
| 1    | 2019年4月9日  | ISBN 978-4-06-515173-0 | 2021年9月9日  | ISBN 978-626-308-846-7 | 2024年2月      | ISBN 978-7-5142-4039-9 |
| 2    | 2019年9月9日  | ISBN 978-4-06-516903-2 | 2022年2月11日 | ISBN 978-626-308-847-4 | 2024年2月      | ISBN 978-7-5142-4040-5 |
| 3    | 2020年4月9日  | ISBN 978-4-06-519050-0 | 2022年5月11日 | ISBN 978-626-308-848-1 | 2024年         | ISBN 978-7-5142-4328-4 |
| 4    | 2020年12月9日 | ISBN 978-4-06-521586-9 | 2022年10月7日 | ISBN 978-626-308-849-8 | 2024年         | ISBN 978-7-5142-4329-1 |
| 5    | 2021年6月9日  | ISBN 978-4-06-523514-0 | 2023年2月1日  | ISBN 978-626-338-997-7 | 2024年         | ISBN 978-7-5142-4332-1 |
| 6    | 2022年6月9日  | ISBN 978-4-06-528097-3 | 2023年7月27日 | ISBN 978-626-338-998-4 |                |                        |
| 7    | 2023年2月9日  | ISBN 978-4-06-530568-3 | 2023年11月1日 | ISBN 978-626-377-117-8 |                |                        |
| 8    | 2023年8月8日  | ISBN 978-4-06-532528-5 | 2024年2月1日  | ISBN 978-626-377-508-4 |                |                        |
| 9    | 2024年3月8日  | ISBN 978-4-06-534788-1 | 2025年1月15日 | ISBN 978-626-403-346-6 |                |                        |
| 10   | 2024年9月9日  | ISBN 978-4-06-536740-7 |               |                        |                |                        |
| 11   | 2025年4月9日  | ISBN 978-4-06-538973-7 |               |                        |                |                        |

## 銷售量
截至2024年9月（單行本第10冊發售時），系列銷售量累計超過210萬冊。

## 電視動畫

### 主題曲
片頭曲
主唱：somei
作詞、作曲：somei，編曲：福田真一朗
片尾曲
主唱：asmi
作詞、作曲：asmi，編曲：Taro Ishida

### 各話列表
| 話數   | 標題 | 劇本     | 分鏡                         | 演出               | 作畫監督                                                                                       | 首播日期      |
| ------ | ---- | -------- | ---------------------------- | ------------------ | ---------------------------------------------------------------------------------------------- | ------------- |
| 第1罐  |      | 八薙玉造 | 铃木信吾、小寺胜之           | 铃木信吾、横峰克昌 | 安达翔平、内田孝行、上条圆己、铃木信吾、关谷夏实、圭司、西川知荣美、藤坂真衣、古田诚、室井大地 | 2023年 7月7日 |
| 第2罐  |      | 八薙玉造 | 小寺胜之、横峰克昌           | 立花昌之、安达翔平 | 内田孝行、上条圆己、圭司、西川知荣美、古田诚、室井大地                                         | 7月14日       |
| 第3罐  |      | 八薙玉造 | 小寺胜之                     | 立花昌之、安达翔平 | 内田孝行、圭司、古田诚、西川知荣美、室井大地                                                   | 7月21日       |
| 第4罐  |      | 八薙玉造 | 小寺胜之、横峰克昌           | 山岸彻一           | 安达翔平、内田孝行、上条圆己、后藤玲奈、关谷夏实、圭司、西川知荣美、藤坂真衣、古田诚、室井大地 | 7月28日       |
| 第5罐  |      | 八薙玉造 | 小寺胜之、横峰克昌           | 山岸彻一           | 内田孝行、后藤玲奈、关谷夏实、圭司、西川知荣美、古田诚、室井大地                               | 8月4日        |
| 第6罐  |      | 八薙玉造 | 小寺胜之、横峰克昌           | 安达翔平、立花昌之 | 内田孝行、圭司、西川知荣美、古田诚、室井大地                                                   | 8月11日       |
| 第7罐  |      | 八薙玉造 | 小寺胜之、横峰克昌           | 安达翔平、立花昌之 | 内田孝行、圭司、西川知荣美、古田诚、室井大地                                                   | 8月18日       |
| 第8罐  |      | 八薙玉造 | 小寺胜之、铃木信吾、横峰克昌 | 横峰克昌           | 内田孝行、上条圆己、圭司、藤坂真衣、古田诚                                                     | 8月30日       |
| 第9罐  |      | 八薙玉造 | 小寺胜之、横峰克昌           | 横峰克昌           | 内田孝行、上条圆己、圭司、西川知荣美、藤坂真衣、古田诚                                         | 9月1日        |
| 第10罐 |      | 八薙玉造 | 小寺胜之、横峰克昌           | 山岸彻一           | 内田孝行、后藤玲奈、圭司、关谷夏实、西川知荣美、藤坂真衣、古田诚                               | 9月8日        |
| 第11罐 |      | 八薙玉造 | 小寺胜之、横峰克昌           | 山岸彻一           | 内田孝行、上条圆己、后藤玲奈、圭司、关谷夏实、西川知荣美、藤坂真衣、古田诚                     | 9月15日       |
| 第12罐 |      | 八薙玉造 | 小寺胜之、横峰克昌           | 安达翔平           | 安达翔平、内田孝行、坂元爱里、圭司、西川知荣美、藤坂真衣、古田诚                               | 9月22日       |
| 第13罐 |      | 八薙玉造 | 小寺胜之、横峰克昌           | 安达翔平           | 安达翔平、内田孝行、坂元爱里、圭司、西川知荣美、藤坂真衣、古田诚                               | 9月29日       |

### 书籍
1. ↑  . 講談社コミックプラス. 講談社.   [2023-02-09]. （原始内容存档于2023-02-09）.
2. ↑  . 講談社コミックプラス. 講談社.   [2023-02-09]. （原始内容存档于2023-06-25）.
3. ↑  . 講談社コミックプラス. 講談社.   [2023-02-09]. （原始内容存档于2023-06-24）.
4. ↑  . 講談社コミックプラス. 講談社.   [2023-02-09]. （原始内容存档于2023-06-24）.
5. ↑  . 講談社コミックプラス. 講談社.   [2023-02-09]. （原始内容存档于2023-02-09）.
6. ↑  . 講談社コミックプラス. 講談社.   [2023-02-09]. （原始内容存档于2023-02-09）.
7. ↑  . 講談社コミックプラス. 講談社.   [2023-02-09]. （原始内容存档于2023-06-27）.
8. ↑  . 講談社コミックプラス. 講談社.   [2023-10-11]. （原始内容存档于2023-12-25）.
9. ↑  . 講談社コミックプラス. 講談社.   [2024-03-10]. （原始内容存档于2024-03-14）.
10. ↑  . 講談社コミックプラス. 講談社.   [2024-09-09]. （原始内容存档于2024-09-09） （日语）.
11. ↑  . 講談社コミックプラス. 講談社.   [2025-04-09] （日语）.

## 外部連結
- 漫畫官方網站（日語）
- 電視動畫官方網站（日語）
- 電視動畫的X（前Twitter）（日語）